# Fläckbröstad gärdsmyg
Fläckbröstad gärdsmyg (Pheugopedius maculipectus) är en centralamerikansk fågel i familjen gärdsmygar inom ordningen tättingar.

## Utseende och läte
Fläckbröstad gärdsmyg är en rätt liten (12,5–14 cm) gärdmyg. Fjäderdräkten är varmt rostbrun med kraftigt svartfläckat vitaktigt bröst. På huvudet syns ett vitt ögonbrynsstreck och svartvit streckning på ansikts- och halssidorna. Den visslande och ”glada” sången utförs i duett mellan könen. Lätet är ett stigande ljud som liknats vid att dra fingret utmed en kam.

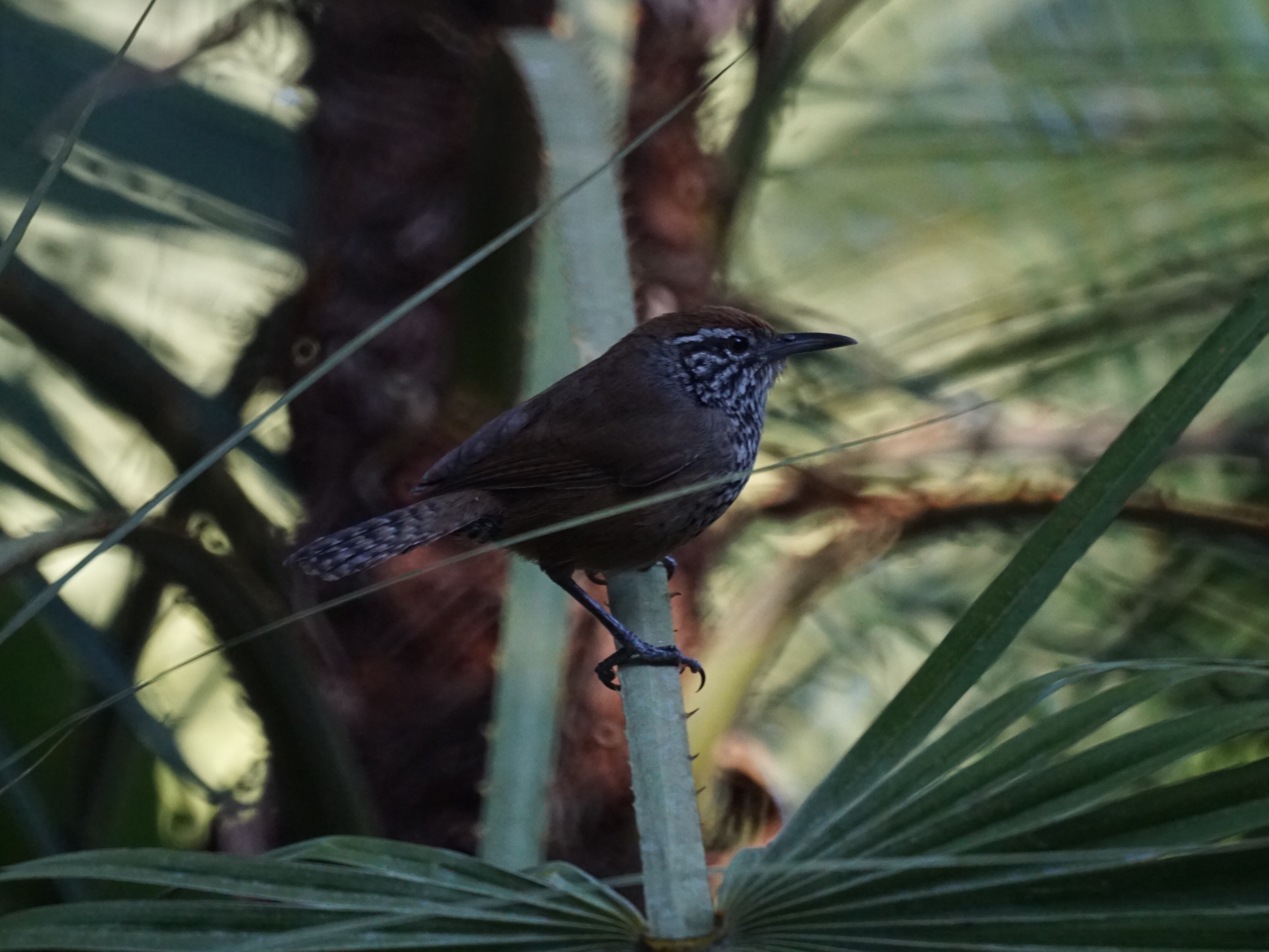

## Utbredning och systematik
Fläckbröstad gärdsmyg delas upp i sex underarter med följande utbredning:
- Pheugopedius maculipectus microstictus – nordöstra Mexiko (östra Nuevo León, San Luis Potosí och Tamaulipas)
- Pheugopedius maculipectus maculipectus – östra Mexiko utmed Mexikanska golfen (Veracruz till Oaxaca)
- Pheugopedius maculipectus umbrinus – södra Mexiko (Tabasco och Chiapas) samt södra Belize
- Pheugopedius maculipectus varians – södra Mexiko (Stillahavssluttningen i Chiapas), Guatemala och El Salvador
- Pheugopedius maculipectus canobrunneus – Yucatánhalvön till Petén i Guatemala och norra Belize
- Pheugopedius maculipectus petersi – norra Honduras till norra Costa Rica

Underarten varians inkluderas ofta i umbrinus. Tidigare placerades den i släktet Thryothorus, men DNA-studier visar att arterna i släktet inte är varandras närmaste släktingar.

## Levnadssätt
Fläckbröstad gärdsmyg hittas i tropiska låglänta områden i en rad olika skogstyper, även ungskog och plantage. Där födosöker den lågt bland klängväxter och buskage på jakt efter insekter.

## Status
Arten har ett stort utbredningsområde och en stor världspopulation. Det råder dock oklarhet kring beståndets utveckling. IUCN kategoriserar arten som livskraftig.